# 惠蒂尔 (阿拉斯加州)
惠蒂尔（英語：Whittier）地处美国阿拉斯加州通道运河（The Passage Canal）的头部，位于安克拉治东南约58英里（93）处。该市位于瓦尔迪兹-科尔多瓦人口普查区内。2020年美國人口普查統計總人口共272人，而这些人几乎都居住在一栋建筑里。惠蒂尔也是阿拉斯加海上公路系統裡的一个重要港口。

## 历史

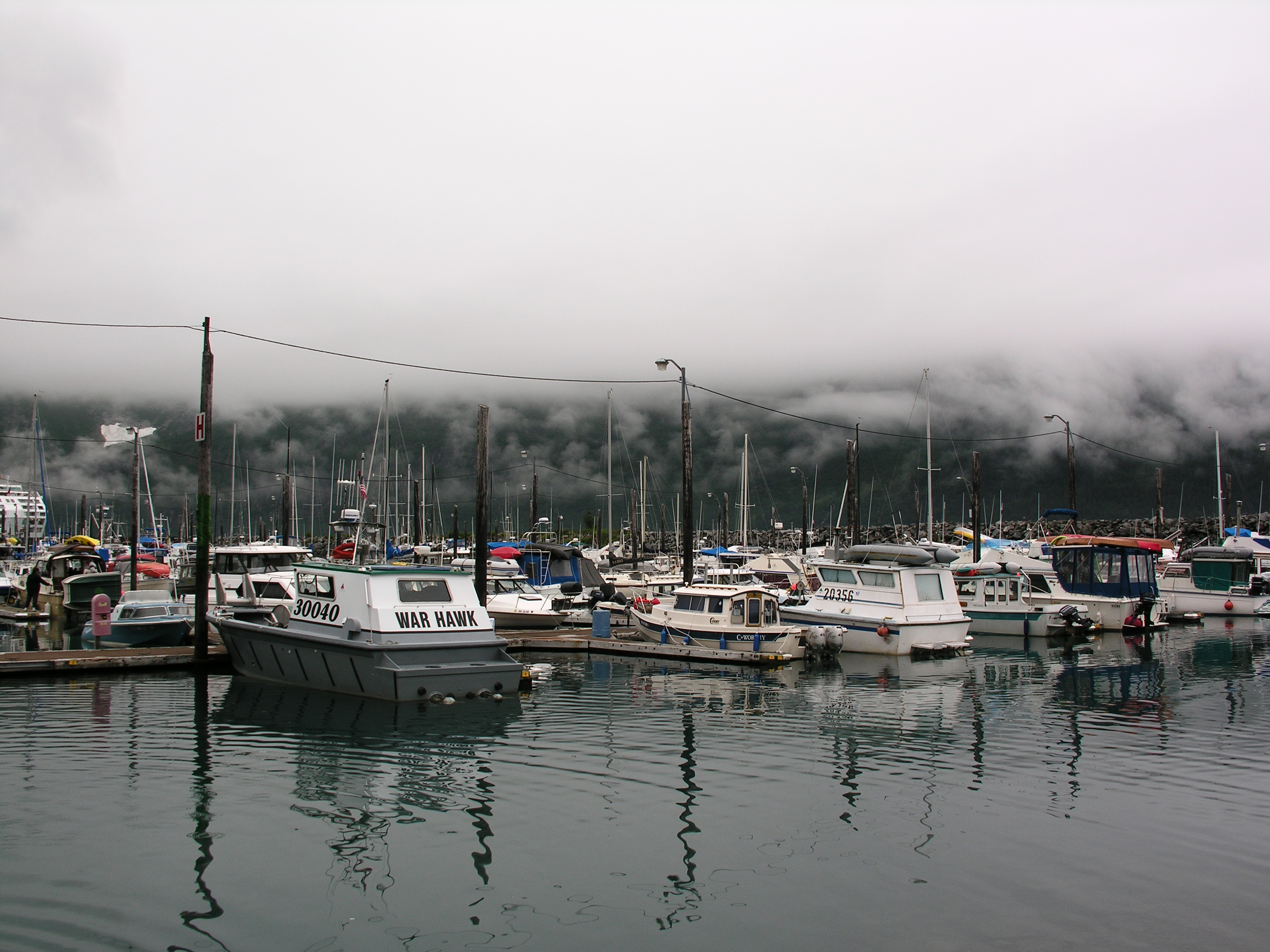
惠蒂尔海港

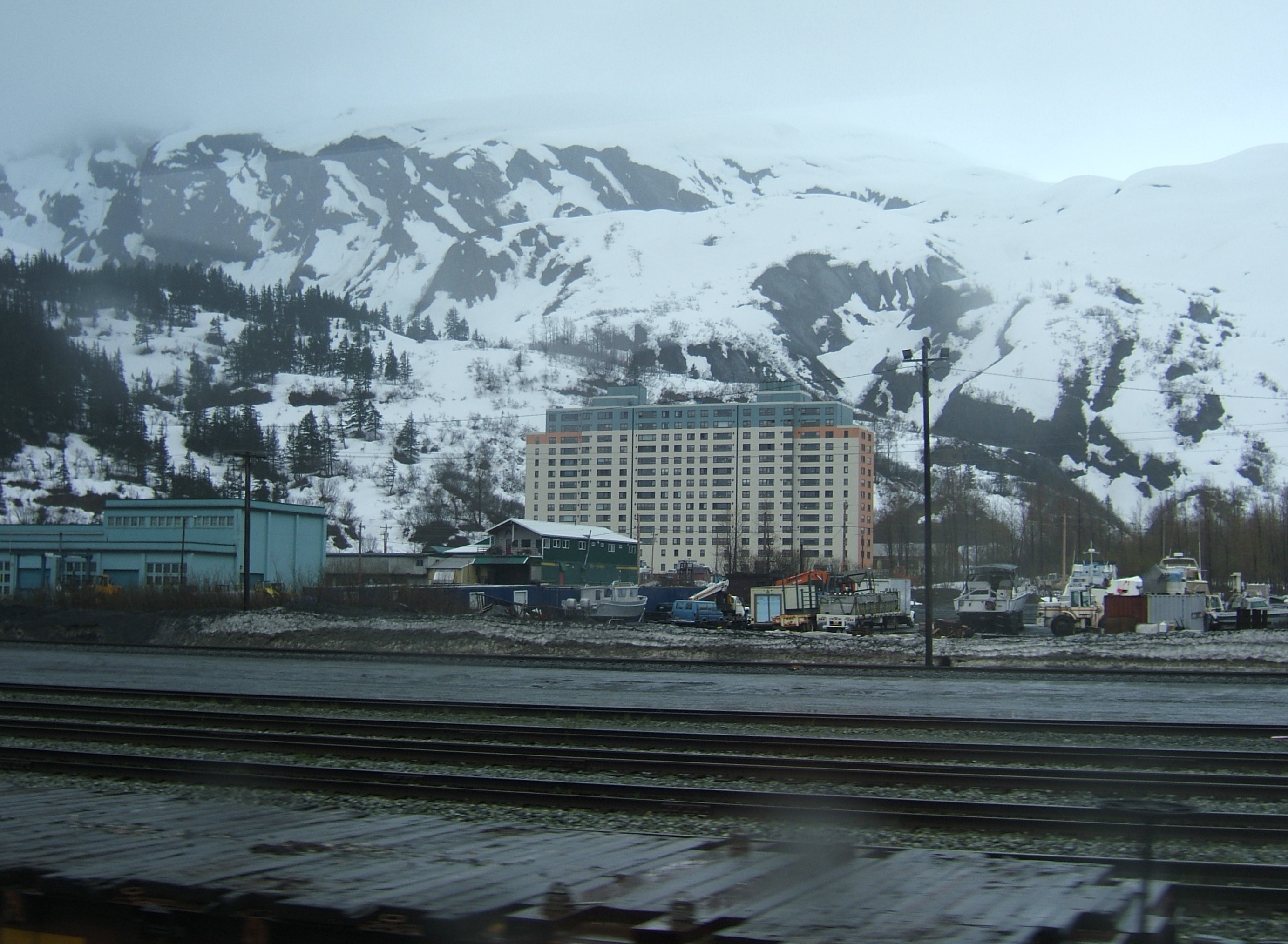
贝吉奇塔楼

惠蒂尔现在所处的地区曾经是当地原住民楚加奇人前往威廉王子湾的陆上交通枢纽。后来这条通道被俄罗斯和美国的探险者们所利用，成为淘金热时期，勘探矿工们的必经之路。附近的惠蒂尔冰川是1915年以据美国诗人約翰·格林里夫·惠蒂埃的名字所命名，而这个小镇也最终因此得名。
第二次世界大战期间，美国陆军在惠蒂尔冰川附近修建了一个军事设施，包括军港和铁路，并命名为苏利文营地（Camp Sullivan）。1943年，连接苏利文营地的阿拉斯加铁路修建完成，苏利文营地成为美军进出阿拉斯加州的重要港口。
影响这个市镇的两栋巨大建筑物均是二战之后修建的。其中这栋高14层的霍奇大厦（现名贝吉奇塔楼）完工于1957年，它包括150间双居室或三居室套房及单身公寓。随军家庭及民政服务员工随后就搬入了这栋高性能的高层大厦。新的惠蒂尔学校位于基地的西塔楼，因此学生在恶劣天气里可以更轻松安全地前往学校。这栋建筑是为了纪念沃尔特·威廉·霍奇上校而以他的名字命名的，霍奇上校是土木工程师，同时也是修建阿拉斯加公路的第93工程师团的指挥官。
另一个主要建筑名为巴克纳大厦，完工于1953年，被称为“同一屋檐下的城市”。但是巴克纳大厦最终被遗弃，即便今日也是空空如也。曾经巴克纳大厦与贝吉奇塔楼是阿拉斯加州最大的建筑物。贝吉奇塔楼现在是一栋共管公寓，并与名为“惠蒂尔庄园”（Whittier Manor）的两层私人建筑连接在一起，成为惠蒂尔市全体居民居住的地方。
直到1960年，位于惠蒂尔的港口才成为一个活跃的陆军设施。1962年，美国的陆军的工兵部队在惠蒂尔修建了一个石油产品码头、一个泵站和一个连接安克拉治的长达62英里（100）的直径8英寸（200）的输油管道。
1964年3月28日，惠蒂尔在“耶稣受难日地震”中遭受了超过1000万美元的损失。这次地震迄今仍是美国乃至北美地区最大的地震，约里氏震级8.5级，并在美国西海岸引发海啸。冲击惠蒂尔的海啸高达13（43英尺），造成13人死亡。
惠蒂尔市成立于1969年。如今，它是越来越受欢迎的游轮停靠港。它由当地政府所运营，可供100艘中型游轮停靠。当安东·安德森纪念隧道（Anton Anderson Memorial Tunnel）在2000年向公众开放之后，它成为第一条将惠蒂尔与安克拉治及阿拉斯加州连接到一起的高速公路。而在以前，只有铁路、轮船和飞机可以抵达该市。
随着隧道的开通，惠蒂尔开始有更大规模的游轮航线。它现在是安克拉治与温哥华之间单程的公主航线的登船/登陆点。惠蒂尔还因其丰富的野生资源和瑰丽的自然美景而深受游客、摄影师、户外运动爱好者、划桨手、徒步旅行者、竞技钓客和猎人的欢迎。惠蒂尔位于美国第二大国家森林——楚加奇国家森林内。
惠蒂尔隶属于楚加奇学区，根据2015年至2016年的入学人数显示，该市拥有一所学校，为38名学生提供从幼儿园到高中的教育服务。

## 地理
惠蒂尔的地理坐标为北纬60°46′27″，西经148°40′40″。唯一的陆上连接通道是安东·安德僧纪念隧道，这是一条公路与铁路混合用途的隧道。该市镇位于基奈半岛的东北岸，通道运河的头部，威廉王子湾的西侧。距离安克拉治东南约58英里（93）。
根据美国人口普查局的统计显示，惠蒂尔的面积约为19.7平方英里（51平方），其中陆地面积为12.5平方英里（32平方），而水域面积为7.2平方英里（19平方）。

### 气候
根据柯本气候分类法，惠蒂尔的气候属于副极地气候和海洋性气候，年降水量为197.8英寸（5,024.12）。这里是阿拉斯加州乃至全美最潮湿的城市，它的年降水量比阿拉斯加州年降水量第二和第三的亚库塔特和克奇坎多得多。惠蒂尔位于最北的温带雨林的最北端。
| 惠蒂尔                                                                               | 惠蒂尔      | 惠蒂尔      | 惠蒂尔      | 惠蒂尔      | 惠蒂尔      | 惠蒂尔      | 惠蒂尔      | 惠蒂尔      | 惠蒂尔      | 惠蒂尔      | 惠蒂尔      | 惠蒂尔      | 惠蒂尔         |
| 月份                                                                                 | 1月         | 2月         | 3月         | 4月         | 5月         | 6月         | 7月         | 8月         | 9月         | 10月        | 11月        | 12月        | 全年           |
| ------------------------------------------------------------------------------------ | ----------- | ----------- | ----------- | ----------- | ----------- | ----------- | ----------- | ----------- | ----------- | ----------- | ----------- | ----------- | -------------- |
| 平均高温 °F（°C）                                                                    | 31.1 (−0.5) | 32.6 (0.3)  | 35.4 (1.9)  | 43.2 (6.2)  | 51.4 (10.8) | 59.7 (15.4) | 62.4 (16.9) | 60.9 (16.1) | 53.4 (11.9) | 42.8 (6.0)  | 35.3 (1.8)  | 32.7 (0.4)  | 45.1 (7.3)     |
| 平均低温 °F（°C）                                                                    | 22.9 (−5.1) | 24.3 (−4.3) | 25.8 (−3.4) | 32.6 (0.3)  | 39.4 (4.1)  | 46.6 (8.1)  | 50.8 (10.4) | 49.7 (9.8)  | 44.0 (6.7)  | 34.5 (1.4)  | 27.0 (−2.8) | 24.5 (−4.2) | 35.1 (1.7)     |
| 平均降雨量 （mm）                                                                    | 18.32 (465) | 15.63 (397) | 13.86 (352) | 15.37 (390) | 14.94 (379) | 9.83 (250)  | 10.92 (277) | 14.73 (374) | 20.68 (525) | 19.92 (506) | 19.02 (483) | 23.45 (596) | 197.80 (5,024) |
| 平均降雪量 （cm）                                                                    | 49.2 (125)  | 48.6 (123)  | 47.0 (119)  | 21.7 (55)   | 1.4 (3.6)   | 0 (0)       | 0 (0)       | 0.0 (0.0)   | 0.1 (0.25)  | 6.5 (17)    | 26.7 (68)   | 56.8 (144)  | 249.1 (633)    |
| 来源：http://www.whittieralaska.gov/docs/Whittier-Comprehensive-Plan-Update-2012.pdf |             |             |             |             |             |             |             |             |             |             |             |             |                |

## 人口
| 调查年             | 人口 | 备注   | %±     |
| ------------------ | ---- | ------ | ------ |
| 1950               | 627  |        | —      |
| 1960               | 809  |        | 29.0%  |
| 1970               | 130  |        | −83.9% |
| 1980               | 198  |        | 52.3%  |
| 1990               | 243  |        | 22.7%  |
| 2000               | 182  |        | −25.1% |
| 2010               | 220  |        | 20.9%  |
| 2016年估计         | 214  | [ 19 ] | −2.7%  |
| 美国十年度人口普查 |      |        |        |

截止2015年，惠蒂尔全市共有人口214人和288个居住单位。几乎所有的人口都居住在14层的贝吉奇塔楼内。惠蒂尔市的人口种族构成为：白人占78.38%、亚裔占4.05%、美洲原住民占4.96%、夏威夷及太平洋岛屿原住民占3.60%、拉丁裔美国人占5.41%，以及混血种族占3.60%。
根据2014年的统计，惠蒂尔市拥有124户，其中56户是家庭，而剩下的68户则是非家庭；40.30的人口已婚，32.34%的人口离异；51.78%的人口拥有孩子。
惠蒂尔市人口年龄分布显示：18岁以下人口占13.96%；18－24岁人口占3.15%；25－44岁人口占23.87%；45－64岁人口占52.25%；65岁以上人口占6.76%。
在2014年，惠蒂尔市家庭平均收入为46,250美元；人均收入为31,624美元。惠蒂尔市的失业率为9.2%。

## 政治
惠蒂尔市市政府由七人委员会组成，而七人委员会由市长和其他六名委员构成。这个小城市的市政府下辖三个重要的部门：
- 行政管理部门；
- 公共安全部门；
- 公共工程与公用事业部门。

### 市政服务
惠蒂尔警局是惠蒂尔市的主要警力。该警局于1974年由戈登·惠蒂尔（Gordon Whittier）警长连同两名警官所创建，迄今警局依旧保持着这样的规模。但是当夏季有大量外来人口进入的时候，警局会聘请临时警员以补充警力。警局办公室位于贝吉奇塔楼一楼的一个单间内，因此警局并没有地方拘留或调查人。
惠蒂尔消防局则是由相邻部门共济提供义务的消防及救援服务。

## 交通
前往惠蒂尔市可能需要使用多种交通工具。

### 港口
惠蒂尔市拥有一个港口和一个深水港口提供给游轮以及阿拉斯加海上公路系統使用。

### 机场和水上飞机码头
惠蒂尔机场是一个单跑道机场，机场跑道为4/22（原为3/21），其砾石表面积为1,480乘60英尺（451乘18）。机场没有其他设施，并且跑道在冬季是不维护的。截止到2015年12月31日，惠蒂尔机场全年起降飞机800架次，平均每月58架次：其中97%为通用航空；3%为包机。当时还有两架单引擎飞机常驻机场。惠蒂尔机场跑道长度约500英尺（150），在耶稣受难日地震中受到破坏。
惠蒂尔市同时还有一个水上飞机码头。

### 隧道

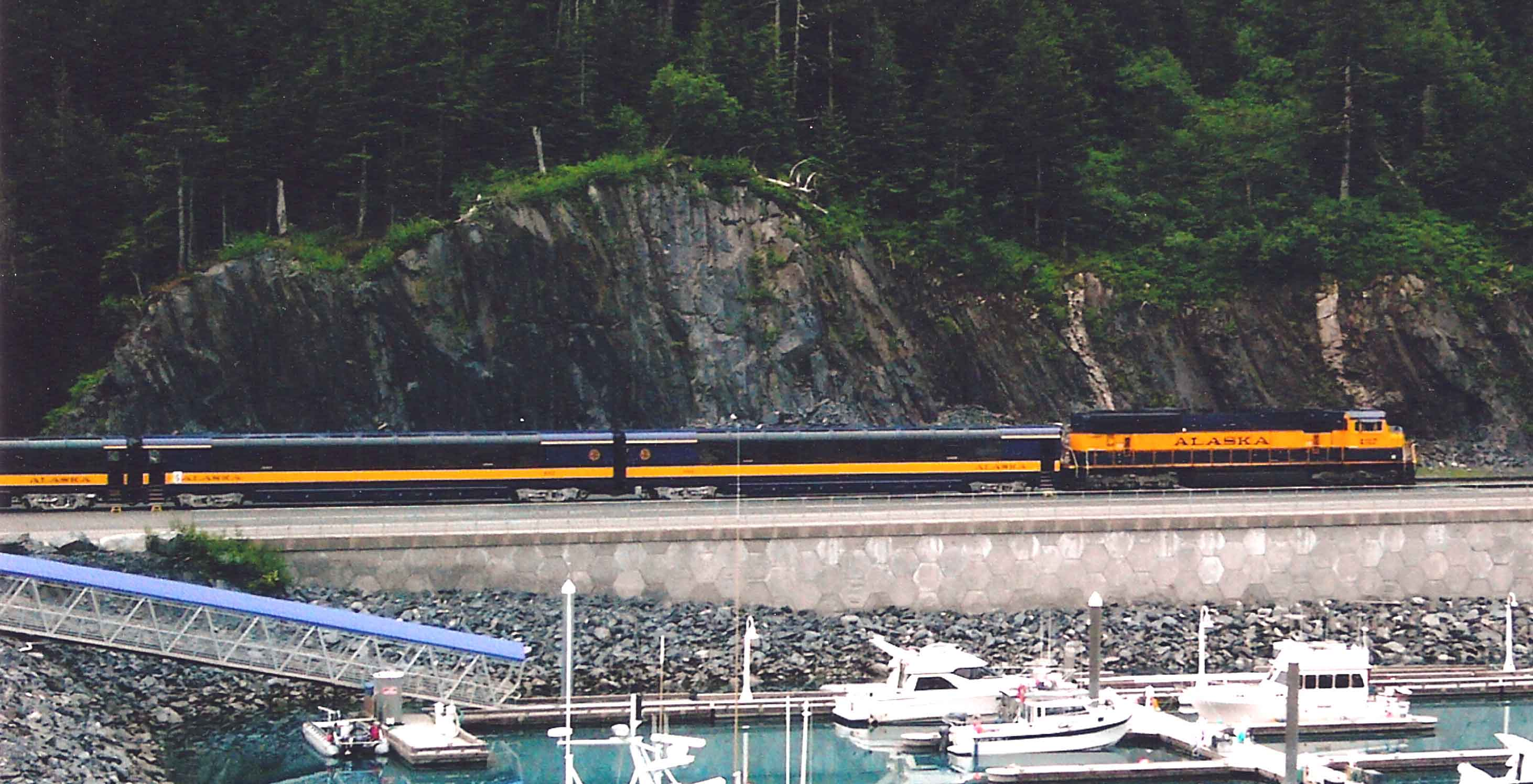
一列阿拉斯加铁路客车通过隧道离开惠蒂尔市。

被当地人称为“惠蒂尔隧道”或“波蒂奇隧道”的安东·安德森纪念隧道是一条通过梅纳德山（Maynard Mountain）的隧道。它连接着惠蒂尔市和安克拉治以南的西沃德公路，这是唯一通往惠蒂尔市的路上道路。安东·安德森纪念隧道也是波蒂奇冰川公路（Portage Glacier Highway）的一部分，长约13,300英尺（4,100），是北美第二长的公路隧道和最长的铁路公路混用隧道。

### 阿拉斯加铁路连接点
惠蒂尔市是阿拉斯加铁路通过铁路驳船与加拿大及美国其他48个州的铁路系统相连的连接点。

## 脚注
1. ↑  . 朱诺: 阿拉斯加州市政联盟/阿拉斯加州商业、社区与经济发展部. 1996-01: 161.
2. ↑  . 朱诺: 阿拉斯加州市政联盟. 2015: 165.
3. ↑  . 美国人口调查局.   [2017-06-22]. （原始内容存档于2017-09-03）.
4. 1 2 3  . Whittier, Alaska.   [2016-06-05]. （原始内容存档于2016-06-04）.
5. ↑  . American FactFinder; US Census Bureau.   [2015-05-18]. （原始内容存档于2020-02-13）.
6. ↑  . Alaska Marine Highway System.   [2016-06-05]. （原始内容存档于2016-06-27）.
7. ↑  . Cruise Port Insider. CruisePortInsider.com.   [2016-06-05]. （原始内容存档于2016-07-01）.
8. ↑  . World Port Source.   [2016-06-05]. （原始内容存档于2016-06-13）.
9. ↑  .   [2015-01-08]. （原始内容存档于2015-01-04）.
10. ↑  ASCG Incorporated.  (PDF). WhittierAlaska.gov. City of Whittier. 2005-09-26  [2017-06-18]. （原始内容 (PDF)存档于2015-04-21）. p. 11
11. ↑  . （原始内容存档于2015-01-04）.
12. ↑  Durand, Patrick.  (PDF).   [2016-06-05]. （原始内容存档 (PDF)于2016-03-04）.
13. ↑  . March 28, 1964 Prince William Sound USA earthquake and tsunami. National Oceanic and Atmospheric Administration.   [2016-06-06]. （原始内容存档于2016-08-03）.
14. ↑  . Anton Anderson Memorial Tunnel. Alaska Department of Transportation & Public Facilities.   [2016-06-06]. （原始内容存档于2016-07-01）.
15. ↑  . Princess Cruises.   [2016-06-06]. （原始内容存档于2016-06-07）.
16. ↑  Blair, Daniel. . Whittier, Alaska.   [2016-06-06]. （原始内容存档于2016-06-30）.
17. ↑  . Greater Whittier Chamber of Commerce. City of Whittier.   [2016-06-06]. （原始内容存档于2016-05-22）.
18. ↑  . Alaska Department of Education & Early Development.   [2016-06-06]. （原始内容存档于2016-07-01）.
19. ↑  .   [2017-06-09]. （原始内容存档于2018-06-13）.
20. ↑  . Census.gov.   [2015-06-04]. （原始内容存档于2015-05-12）.
21. ↑  . 美国人口普查局.   [2016-06-06]. （原始内容存档于2017-11-20）.
22. ↑  . 全国公共广播电台. 2015-01-18  [2016-01-01]. （原始内容存档于2016-01-02）.
23. 1 2 3  . Sperling: Best Places.   [2016-01-06]. （原始内容存档于2016-06-30）.
24. ↑  . Sperling's: Best Places.   [2016-06-06]. （原始内容存档于2016-06-30）.
25. ↑  Sundog Media. .   [2017-11-17]. （原始内容存档于2017-11-17）.
26. ↑  ASCG Incorporated.  (PDF). WhittierAlaska.gov. City of Whittier. 2005-09-26  [2017-06-18]. （原始内容 (PDF)存档于2015-04-21）.
27. ↑  Sundog Media. .   [2017-11-17]. （原始内容存档于2015-02-01）.
28. ↑  . City of Whittier, Alaska.   [2016-06-06]. （原始内容存档于2016-06-16）.
29. ↑  .   [2017-11-17]. （原始内容存档于2017-11-17）.
30. ↑  IEM的美国联邦航空局机场记录 (PDF), 2009-07-02.
31. ↑  . （原始内容存档于2009-10-06）.
32. ↑  ©Alaska Department of Transportation and Public Facilities, all rights reserved. .   [2015-01-08]. （原始内容存档于2015-02-10）.
33. ↑  http://whittieralaska.gov/2005%20update%20Whittier%20Comp%20Plan.pdf （页面存档备份，存于） page 66